# The Bootleg Series Vol. 7: No Direction Home: The Soundtrack
| Recensione       | Giudizio |
| ---------------- | -------- |
| Allmusic         | [ 2 ]    |
| Drowned in Sound | [ 3 ]    |
| Music Box        | [ 4 ]    |
| Onda Rock        | [ 5 ]    |
| Pitchfork        | [ 6 ]    |
| Tiny Mix Tapes   | [ 7 ]    |

The Bootleg Series Vol. 7: No Direction Home: The Soundtrack è il titolo del settimo album discografico di Bob Dylan appartenente alla serie Bootleg Series, pubblicato nell'agosto del  2005 dalla Columbia Records.

## Descrizione
È stato messo in distribuzione il 30 agosto 2005, in coincidenza con il film documentario per la televisione No Direction Home: Bob Dylan, diretto da Martin Scorsese, di cui costituisce - come si evince fin dal titolo - la colonna sonora.
L'album include brani registrati fra il 1959 ed il 1966 comprese versioni alternative di canzoni registrate in studio rimaste inedite prima della pubblicazione in questo doppio CD e che non appaiono nel documentario.
L'ultima traccia del disco 2 è una versione live di Like a Rolling Stone, eseguita in concerto alla Free Trade Hall di Manchester. Fu in quell'occasione che uno spettatore rivolse alla volta di Dylan l'epìteto Judas! (Giuda!): l'episodio è documentato nel film Eat the Document.

## Tracce
- Eccetto dove indicato diversamente tutte le canzoni sono di Bob Dylan

Disco 1
1. When I Got Troubles – 1:28
2. Rambler, Gambler – 2:16 (trad., arr. Dylan)
3. This Land Is Your Land – 5:57 (Guthrie) – (in concerto a New York)
4. Song to Woody – 2:41
5. Dink's Song – 4:37 (trad., arr. Dylan)
6. I Was Young When I Left Home – 5:19
7. Sally Gal – 2:37 – registrazione di prova per l'album The Freewheelin' Bob Dylan)
8. Don't Think Twice, It's All Right (demo) – 3:35
9. Man of Constant Sorrow – 3:03 (trad., arr. Dylan – registrazione TV)
10. Blowin' in the Wind – 4:03 – (in concerto alla Town Hall di New York)
11. Masters of War – 4:41 – (in concerto alla Town Hall di New York)
12. A Hard Rain's A-Gonna Fall – 7:46 – (in concerto alla Carnegie Hall)
13. When the Ship Comes In – 3:05 – (in concerto alla Carnegie Hall)
14. Mr. Tambourine Man – 6:42 – (con Ramblin' Jack Elliott)
15. Chimes of Freedom – 8:02 – (in concerto al Newport Folk Festival 1964)
16. It's All Over Now, Baby Blue (versione alternativa) – 3:33

Disco 2
1. She Belongs to Me (versione alternativa) – 3:18
2. Maggie's Farm – 5:53 – (in concerto al Newport Folk Festival 1965)
3. It Takes a Lot to Laugh, It Takes a Train to Cry (versione alternativa) – 3:33
4. Tombstone Blues (versione alternativa) – 3:34
5. Just Like Tom Thumb's Blues (versione alternativa) – 5:42
6. Desolation Row (versione alternativa) – 11:44
7. Highway 61 Revisited (versione alternativa) – 3:38
8. Leopard-Skin Pill-Box Hat (versione alternativa) – 6:23
9. Stuck Inside of Mobile with the Memphis Blues Again (versione alternativa) – 5:44
10. Visions of Johanna (versione alternativa) – 6:36
11. Ballad of a Thin Man – 7:45 – (in concerto a Edimburgo)
12. Like a Rolling Stone – 8:12 – (in concerto alla Free Trade Hall di Manchester)